# ボンファイアーダンス
『ボンファイアーダンス』(Bon Fire Dance)とは、東京ディズニーシー (TDS)で2007年から2010年まで毎年開催されていた夏季の夜間イベントである。

## 概要
アラビアンコーストの特設ステージを舞台に、夏祭りが開催されるというショー。ディズニー映画『アラジン』に登場するサルタン王が「日本の祭りがみたい」と言い出したことがきっかけで、開催されることになったというストーリーであったが、サルタン王は海外出張中であるなどして、姿を見せることは無かった。しかし2010年の公演でついに登場した。
企画をまかされたのは、カッガリービとキビータの二人。しかし、二人の日本に対する知識が少々危ういため、応援にミッキーマウスとミニーマウスを呼んでいる。また、サルタン王の代わりに、ジャスミンとプリンス・アリ（アラジン）も参加する。
ゲストも交えたダンスが過熱してくると共に、ステージ中央の篝火も勢いを増し、ついには燃え盛る炎となる。これをジーニーが鎮めて、フィナーレを迎える。

## ショーの参加
ステージと鑑賞エリアの間にダンス参加エリアがあり、ショーのダンスに参加できる。しかし、撮影などはできない。

## 2007年
公演期間2007年7月20日から8月31日
公演回数1日3回

## 2008年
2008年版のボンファイアーダンスの使用楽曲を収録したサウンドトラックCDが2008年7月16日に発売されている。
公演期間2008年7月8日から8月31日
公演回数1日3回
2007年との差異
- 『UFO』、『YMCA』、『ビリーズブートキャンプ』から採られたギャグシーンがカットされている。
- アラジン、 ジャスミン、ジーニーの衣装が異なる。

## 2009年
公演期間2009年7月8日から8月31日
公演回数1日2(7月8日〜7月17日)〜3回(7月18日〜8月31日)
2008年との差異
- カッガリービとキビータが途中から法被を着て出てくる。キビータは、法被をもらってハッピーと駄洒落を言うが、全員でずっこける。
- 煙の演出が加えられている。
- ジーニーの登場シーンにジーニーの声、歌が追加されている。
- ジーニーの登場後、ダンサーは金の扇子を両手に持って踊っている。
- ショー終了後の2人の会話が無くなっている。
- カッガリービとキビータのコンビのパターンは2通りあり、トークも違ってくる。
  - パターンA
    - U字工事の「ゴメンね、ゴメンね〜!」のネタが足されている。

  - パターンB

## 2010年
公演期間2010年7月8日から8月31日
公演回数
前年までとの差異
- ミッキーマウスとミニーマウスの衣装が新しくなり、早着替えもある。
- サルタン王が登場する。
- 響の「どうもすいませんでした」と、Wコロンの謎かけのネタが足された。

## ニューイヤーズ・イヴ・セレブレーション
ニューイヤーズ・イヴ・セレブレーション2008、2009、2010ではアラビアンコーストで開催されるカウントダウンパーティの一部として、カウントダウンの花火後に、縮小したステージ（通常は円形のステージだが、カウントダウン時は半円状）を使ってボンファイアーダンスが開催された。
ステージの形状による違いの他、終盤で篝火をジーニーが鎮める演出も無い。
ニューイヤーズ・イヴ・セレブレーション2011では、ウォーターフロントパーク特設ステージで、カウントダウンの花火後に開催された。通常のアラジン、ジャスミン、ジーニーが登場しない替わりに、ドナルドダック、グーフィー、プルート、チップとデールが登場する。

## 使用楽曲
ショー中の使用楽曲
日本の民謡、盆踊りの曲をダンスミュージックとしてアレンジしたものに英語歌詞（直訳というわけではない）を乗せた曲を使用している。使用されている民謡、盆踊りの曲は以下の通り。
- 北海盆唄
- 八木節
- 花笠音頭
- おてもやん
- よさこい節
- ソーラン節

ショー終了後の使用楽曲
- ストレンジャー・イン・パラダイス （サラ・ブライトマン『ハレム(Harem)』より）